# テヒリーム (ライヒ)
『テヒリーム』（英: Tehillim 、ヘブライ語で"詩篇"、"賛歌"の意）は、アメリカのユダヤ人作曲家スティーヴ・ライヒが、『旧約聖書』のヘブライ語テキストに基づき1981年に作曲した声楽曲である。4人の女性ヴォーカルと打楽器を含む室内楽、もしくはオーケストラで演奏される。

## 概要
「急-急-緩-急」の4つの部分（パート1 - 4）から成っており、それぞれ『旧約聖書』の「詩篇」から選ばれた4つのテキスト（〔19:2-5〕、〔34：13-15〕、〔18：26-27〕、〔150：4-6〕。クリスチャンの翻訳では〔19：1-4〕、〔34：12-14〕、〔18：25-26〕、〔150：4-6〕）に対応している（新共同訳はヘブライ語テキストの節に準ずる）。
パート1とパート2、パート3とパート4はそれぞれ連続している。
パート4の後半は全曲のコーダとなっており、ここでは「ハレルヤ」のみが繰り返し歌われる。あらゆる楽器が総動員され、聖書の詩篇を締めくくるテキスト、「太鼓と踊り、弦、笛、高く響くシンバルをもって主を讃えよ（大意）」にふさわしいクライマックスが形成される。
作曲にあたり、ライヒはユダヤの伝統的な旋律を用いることなく、テキストとなったヘブライ語のもつリズムやアクセント、イントネーションを慎重に検討し、独自のメロディーを作り上げた。このため、この曲は複雑な変拍子になっている。また、このような作曲の経緯から、ライヒがそれまでの作品で用いてきた、短いパターンを繰り返すミニマル・ミュージックの手法はとられていない。それにも関わらず、パート1やパート4で行われる女声による4声のカノンは、彼の初期の作品『イッツ・ゴナ・レイン』や『カム・アウト』に通じる要素が見られる。
なお、この曲のパート3は、ライヒが初めて遅いテンポで書いた音楽であり、それまでで最も半音階的な手法を用いて作られた楽曲である。

## 演奏時間
約30分（スティーヴ・ライヒ・アンド・ミュージシャンズの演奏による）

## 編成
女声4
- ハイ・ソプラノ
- リリック・ソプラノ2
- アルト

6種類の木管楽器
- ピッコロ
- フルート
- オーボエ
- コーラングレ
- クラリネット2

この他、任意でバスーンを加えることができる。
6種類の打楽器
- ジングルの無い、高音のタンブリン  （複数）※ライヒはブラジルの打楽器タンボリンを指定している。
- 手拍子  （複数）
- マラカス  （複数）
- マリンバ
- ヴィブラフォン
- アンティーク・シンバル（クロティル）

鍵盤楽器
- 電子ピアノ2

弦楽器
- ヴァイオリン2
- ヴィオラ
- チェロ
- コントラバス

室内楽版を演奏する場合は打楽器以外のパート、オーケストラ版の場合は声のみをマイクで増幅する。
「ジングルの無いタンブリン」は、パート4の歌詞に登場する「太鼓」（ヘブライ語で"tớ f "）を模したものである。